# Distrito Regional da Capital
O Distrito Regional da Capital (enumerado como 3) é um dos vinte e nove distritos regionais da Colúmbia Britânica, no oeste do Canadá. É um distrito administrativo do governo local que abrange a ponta sul da ilha de Vancouver e as ilhas sul do Golfo. A região tinha uma população oficial de 383.360 habitantes, de acordo com o censo canadense de 2016.
O distrito abrange os treze municípios da Grande Victoria, a área eleitoral de Juan de Fuca, na Ilha de Vancouver, a área eleitoral de Salt Spring e a área eleitoral das Ilhas meridionais do Golfo. Sua sede fica na cidade de Victoria, embora haja muitas instalações de escritórios e operações em toda a região. A área total do terreno é de 2.341,11 quilômetros quadrados.
A região foi formada em 1966 como uma federação de sete municípios e cinco áreas eleitorais para coordenar as questões regionais e governamentais nas áreas rurais da região da Grande Victoria.